# Frédérique Prud'Homme
Frédérique Prud'Homme (Parigi, 28 novembre 1960) è un'ex cestista francese.

## Carriera
Con la Francia ha disputato due edizioni dei Campionati europei (1985, 1987).